# Lewes (circonscription du Parlement britannique)
Pour les articles homonymes, voir Lewes (homonymie).
Circonscription parlementaire de la Chambre des communes
La circonscription de Lewes est une circonscription parlementaire britannique. Située dans l'East Sussex, elle couvre le district de Lewes, ainsi qu'une partie de celui de Wealden.
La ville de Lewes a été représentée au Parlement d'Angleterre dès le Parlement modèle de 1295. Jusqu'en 1868, elle bénéficiait de deux parlementaires.
Depuis 2024, elle est représentée à la Chambre des communes par James MacCleary des Libéraux-démocrates.

## Members of Parliament

### MPs 1295–1660
- Circonscription créée 1295

| Parlement    | Premier membre                                                   | Second membre                                                                        |
| ------------ | ---------------------------------------------------------------- | ------------------------------------------------------------------------------------ |
| 1295         | Gervasius de Wolvehope                                           | Ricardus le Palmere                                                                  |
| 1297         | Pas de retour                                                    | Pas de retour                                                                        |
| 1298         | Gervasius de Wolvehope                                           | Williemus Serverleg                                                                  |
| 1300/1       | Reginaldus de Combe                                              | Rogerus Coppyng                                                                      |
| 1302         | Gervasius de Wolvehope                                           | Ricardus le Palmere                                                                  |
| 1304/5       | Galfridus de Wolvehope                                           | Walterus Nyng                                                                        |
| 1307         | Robertus le Bynt                                                 | Walterus le Fust                                                                     |
| 1309         | Simon Tring                                                      | Johannes Arnald                                                                      |
| 1311         | Simon Tring                                                      | Ricardus le Hurt                                                                     |
| 1313 (jul)   | Willielmus de la Chapele                                         | Galfridus de Wolvehope                                                               |
| 1313 (sep)   | Simon Tring                                                      | Johannes Gouman                                                                      |
| 1319         | Willielmus Walewere                                              | Henricus de Rudham                                                                   |
| 1320         | Thomas atte Novene                                               | Radulphus atte Lote                                                                  |
| 1322 (mai)   | Philippus le Mareschal                                           | Thomas de Lofelde                                                                    |
| 1322 (nov)   | Robertus le Spicer                                               | Ricardus le Poleter                                                                  |
| 1323         | Willielmus Walewere                                              | Robertus le Spicer                                                                   |
| 1327         | Pas de retour                                                    | Pas de retour                                                                        |
| 1328         | Willielmus Darnel                                                | Johannes le Bake                                                                     |
| 1329/30      | Walterus atte Markette                                           | Ricardus le Hurt                                                                     |
| 1330         | Thomas Comyn                                                     | Stephanus le Boche                                                                   |
| 1331/2       | Thomas Comyn                                                     | Johannes Scoteryld                                                                   |
| 1333/4       | Robertus ?                                                       |                                                                                      |
| 1334–1347    | Aucun nom connu                                                  | Aucun nom connu                                                                      |
| 1348         | Ricardus Ploket                                                  | Johannes Payn                                                                        |
| 1350         | Willielmus Gardyner                                              | Willielmus Darnel                                                                    |
| 1354         | Willielmus Darnel                                                | Willielmus Gardiner                                                                  |
| 1355         | Willielmus Darnel                                                | Willielmus Gardiner                                                                  |
| 1357/8       | Robertus atte Brouke                                             | Ricardus Crompe                                                                      |
| 1360         | Thomas Lyndefelde                                                | Willielmus Bocher                                                                    |
| 1360/1       | Ricardus Ferour de Lewes                                         | Thomas Lyndefeld                                                                     |
| 1362         | Robertus Norton                                                  | Willielmus Swon                                                                      |
| 1363         | Willielmus Spicer                                                | Thomas Norays                                                                        |
| 1366         | Willielmus Boteller                                              | Stephanus Holte                                                                      |
| 1368         | Robertus de York                                                 | Robertus Norton                                                                      |
| 1369         | Robertus de York                                                 | Jacobus Ferrour                                                                      |
| 1371         | Henricus Werkeman                                                |                                                                                      |
| 1372         | Jacobus Ferour                                                   | Thomas Norays                                                                        |
| 1373         | Robertus de York                                                 | Stephanus Holte                                                                      |
| 1376/7       | Willielmus Spicer                                                | Jacobus Ferour                                                                       |
| 1378         | Jacobus Ferour                                                   | Johannes Shereve                                                                     |
| 1379/80      | Robertus de York                                                 | Johannes Peyntour                                                                    |
| 1381         | Henricus Werkeman                                                | Robertus Norton                                                                      |
| 1382         | Henricus Werkeman                                                | Thomas Norrys                                                                        |
| 1382/3       | Stephanus Holte                                                  | Johannes Goderyk                                                                     |
| 1383         | Robertus de York                                                 | Willielmus Spicer                                                                    |
| 1384         | Thomas Norrys                                                    | Willielmus Spicer                                                                    |
| 1385         | Thomas Norris                                                    | Stephen Holt                                                                         |
| 1388 (fev)   | Stephen Holt                                                     | Thomas Norris                                                                        |
| 1388 (sep)   | Richard atte Gate                                                | Walter Gosselyn                                                                      |
| 1390 (jan)   |                                                                  |                                                                                      |
| 1390 (nov)   |                                                                  |                                                                                      |
| 1391         | John Bedford                                                     | Thomas Norris                                                                        |
| 1393         | William Chepelond                                                | John Godeman                                                                         |
| 1394         |                                                                  |                                                                                      |
| 1395         | John Maryot                                                      | John Sadeler                                                                         |
| 1397 (Jan)   | John Godeman                                                     | John Plomer                                                                          |
| 1397 (Sep)   | John Godeman                                                     | John Maryot                                                                          |
| 1399         | William Chepelond                                                | John Maryot                                                                          |
| 1401         | John Mason                                                       | John Maryot                                                                          |
| 1402         | Robert Bynt                                                      | John Maryot                                                                          |
| 1404 (jan)   |                                                                  |                                                                                      |
| 1404 (oct)   |                                                                  |                                                                                      |
| 1406         | Roger Forster                                                    | William Green                                                                        |
| 1407         | Roger Forster                                                    | William Hyde                                                                         |
| 1410         |                                                                  |                                                                                      |
| 1411         |                                                                  |                                                                                      |
| 1413 (fev)   |                                                                  |                                                                                      |
| 1413 (mai)   | Andrew Blake                                                     | John Maryot                                                                          |
| 1414 (avr)   |                                                                  |                                                                                      |
| 1414 (nov)   | John Hert                                                        | Robert Lytcombe                                                                      |
| 1415         |                                                                  |                                                                                      |
| 1416 (mar)   | William Chepelond                                                | William Northampton                                                                  |
| 1416 (oct)   |                                                                  |                                                                                      |
| 1417         | John Gosselyn                                                    | John Parker                                                                          |
| 1419         | Andrew Blake                                                     | William Fagger                                                                       |
| 1420         | John Gosselyn                                                    | Thomas White                                                                         |
| 1421 (mai)   | William Fagger                                                   | William Northampton                                                                  |
| 1421 (dec)   | Thomas White                                                     | William Wodefold                                                                     |
| 1422         | William Vaggere                                                  | Andreas Mauffay                                                                      |
| 1423         | William Wodefold                                                 | Andreas Mafay                                                                        |
| 1425         | William Fagger                                                   | John Gosselyn                                                                        |
| 1425/6       | William Penbrugge                                                | William Feret                                                                        |
| 1427         | John Godeman                                                     | Roger Forster                                                                        |
| 1429         | Thomas White                                                     | John Gosselyn                                                                        |
| 1430/1       | John Rodys                                                       | Richard Brasier                                                                      |
| 1432         | Thomas White                                                     | William Penbrygge                                                                    |
| 1433         | John Rodys                                                       | William Penbrygge                                                                    |
| 1435         | Thomas White                                                     | John Wody                                                                            |
| 1436/7       | William Thwaytes                                                 | John Hanmere                                                                         |
| 1441/2       | Edward Mylle                                                     | Giles Wodefold                                                                       |
| 1446/7       | Robert Wodefold                                                  | Thomas Best                                                                          |
| 1448/9 (fev) | Giles Wodefold                                                   | William Godeman                                                                      |
| 1449 (nov)   | John Southwell                                                   | William Delve                                                                        |
| 1450         | John Southwell                                                   | John Beckwith                                                                        |
| 1452/3       | John Parker                                                      | John Southwell                                                                       |
| 1459         | Richard Fairegoo                                                 | Thomas Sherman                                                                       |
| 1460         | John Beckwith                                                    | Thomas Best                                                                          |
| 1467         | Thomas Lewknor                                                   | John Sherman                                                                         |
| 1472         | Christopher Furnes                                               | William Cook                                                                         |
| 1477/8       | William Cooke                                                    | John Baker                                                                           |
| 1510–1523    | No names known                                                   |                                                                                      |
| 1529         | Sir Edward Bray                                                  | John Batenore                                                                        |
| 1536         | ?                                                                |                                                                                      |
| 1539         | ?                                                                |                                                                                      |
| 1542         | John Kyme                                                        | ?                                                                                    |
| 1545         | ?                                                                |                                                                                      |
| 1547         | Sir Walter Mildmay                                               | Sir Anthony Cooke                                                                    |
| 1553 (mar)   | John Southcote                                                   | Thomas Gravesend                                                                     |
| 1553 (oct)   | Sir Henry Hussey                                                 | George Darrell                                                                       |
| 1554 (avr)   | Robert Gage                                                      | George Darrell                                                                       |
| 1554 (nov)   | John Stempe                                                      | John Morley                                                                          |
| 1555         | William Devenish                                                 | Thomas Gravesend                                                                     |
| 1558         | John Gage                                                        | William Peterson                                                                     |
| 1558/9       | George Goring I                                                  | Thomas Saunder                                                                       |
| 1562/3       | George Goring I                                                  | William Cantrell                                                                     |
| 1571         | William Morley                                                   | Edward Fenner                                                                        |
| 1572         | Edward Bellingham                                                | John Shirley                                                                         |
| 1584         | Richard Browne                                                   | Thomas Pelham                                                                        |
| 1586         | Richard Browne                                                   | Francis Alford                                                                       |
| 1588         | Robert Sackville                                                 | John Shirley                                                                         |
| 1593         | Sir Henry Glemham                                                | George Goring II                                                                     |
| 1597         | Sir Henry Glemham                                                | John Shirley                                                                         |
| 1601         | George Goring II                                                 | Goddard Pemberton, a siégé pour Peterborough et a été remplacé par Sir Percival Hart |
| 1604         | John Shirley                                                     | Sir Henry Nevill                                                                     |
| 1614         | Christopher Neville                                              | Richard Amhurst                                                                      |
| 1621         | Sir George Goring                                                | Richard Amhurst                                                                      |
| 1624         | Sir George Goring                                                | Christopher Neville                                                                  |
| 1625         | Sir George Goring                                                | Sir George Rivers                                                                    |
| 1626         | Sir George Goring                                                | Sir George Rivers                                                                    |
| fev 1628     | Anthony Stapley                                                  | Sir George Goring                                                                    |
| jul 1628     | Anthony Stapley                                                  | Jerome Weston                                                                        |
| 1629–1640    | Aucun parlement convoqué                                         | Aucun parlement convoqué                                                             |
| 1640 (apr)   | Anthony Stapley, a siégé pour Sussex remplacé par Herbert Morley | James Rivers                                                                         |
| 1641         | Herbert Morley                                                   | Henry Shelley                                                                        |
| 1645         | Herbert Morley                                                   | Henry Shelley                                                                        |
| 1648         | Herbert Morley                                                   | Henry Shelley                                                                        |
| 1653         | Lewes non représenté au Parlement Barebones                      | Lewes non représenté au Parlement Barebones                                          |
| 1654         | Henry Shelley                                                    | (un siège seulement)                                                                 |
| 1656         | Anthony Stapley                                                  | (un siège seulement)                                                                 |
| 1659         | Herbert Morley                                                   | Richard Boughton                                                                     |

### MPs 1660–1868
| Election | 1er Membre                  | 1er Membre                  | 1er Parti                   | 2e Membre                   | 2e Membre                   | 2e Parti                    |
| -------- | --------------------------- | --------------------------- | --------------------------- | --------------------------- | --------------------------- | --------------------------- |
| 1660     |                             | Nizel Rivers                |                             |                             | Sir John Stapley            |                             |
| 1661     |                             | Sir Thomas Woodcock         |                             |                             | Sir John Stapley            |                             |
| fev 1679 |                             | William Morley              |                             |                             | Richard Bridger             |                             |
| aou 1679 |                             | Thomas Pelham               |                             |                             | Richard Bridger             |                             |
| 1695     |                             | Thomas Pelham               | Henry Pelham                |                             |                             |                             |
| jan 1701 |                             | Thomas Pelham               | Sir Thomas Trevor           |                             |                             |                             |
| nov 1701 |                             | Thomas Pelham               | Henry Pelham                |                             |                             |                             |
| jul 1702 |                             | Thomas Pelham               | Richard Payne               |                             |                             |                             |
| nov 1702 |                             | Sir Nicholas Pelham         | Richard Payne               |                             |                             |                             |
| 1705     |                             | Thomas Pelham               | Richard Payne               |                             |                             |                             |
| mai 1708 |                             | Thomas Pelham               | Peter Gott                  |                             |                             |                             |
| dec 1708 |                             | Thomas Pelham               | Samuel Gott                 |                             |                             |                             |
| 1710     |                             | Thomas Pelham               | Peter Gott                  |                             |                             |                             |
| 1712     |                             | Thomas Pelham               | John Morley Trevor          |                             |                             |                             |
| 1719     |                             | Thomas Pelham               | Philip Yorke                |                             |                             |                             |
| 1722     |                             | Thomas Pelham               | Henry Pelham                |                             |                             |                             |
| 1726     |                             | Thomas Pelham               | Sir Nicholas Pelham         |                             |                             |                             |
| 1727     |                             | Thomas Pelham               | Thomas Pelham               |                             |                             |                             |
| 1738     |                             | Thomas Pelham               | John Trevor                 |                             |                             |                             |
| 1741     |                             | Thomas Pelham               | John Trevor                 |                             |                             |                             |
| 1743     |                             | Sir John Shelley            |                             |                             | Sir Francis Poole           |                             |
| 1747     |                             | Thomas Sergison             |                             |                             | Sir Francis Poole           |                             |
| 1763     |                             | Thomas Sergison             | William Plumer              |                             |                             |                             |
| 1766     |                             | Lord Edward Bentinck        | William Plumer              |                             |                             |                             |
| 1768     |                             | Thomas Hampden              | Whig                        |                             | Thomas Hay                  |                             |
| 1774     |                             | Sir Thomas Miller, Bt       |                             |                             | Thomas Hay                  |                             |
| 1780     |                             | Henry Pelham                |                             |                             | Thomas Kemp                 |                             |
| 1796     |                             | John Cressett-Pelham        |                             |                             | Thomas Kemp                 |                             |
| 1802     |                             | Henry Shelley               | Tory                        |                             | Lord Francis Osborne        | Tory                        |
| 1806     |                             | Henry Shelley               | Tory                        | Thomas Kemp                 | Whig                        |                             |
| 1811     |                             | Henry Shelley               | Tory                        | Thomas Read Kemp            | Whig                        |                             |
| 1812     |                             | Sir George Shiffner         | Tory                        | Thomas Read Kemp            | Whig                        |                             |
| 1816     |                             | Sir George Shiffner         | Tory                        | John Shelley                | Tory                        |                             |
| 1826     |                             | Thomas Read Kemp            | Whig                        | John Shelley                | Tory                        |                             |
| 1831     |                             | Thomas Read Kemp            | Whig                        | Sir Charles Blunt, Bt       | Whig,                       |                             |
| 1837     |                             | Henry Fitzroy               | Conservateur,               | Sir Charles Blunt, Bt       | Whig,                       |                             |
| 1840     |                             | Henry Fitzroy               | Conservateur,               | Vicomte Cantelupe           | Conservateur                |                             |
| 1841     |                             | Summers Harford             | Radical,                    |                             | Sir Howard Elphinstone      | Radical,                    |
| 1842     |                             | Henry Fitzroy               | Conservateur                |                             | Sir Howard Elphinstone      | Radical,                    |
| 1847     |                             | Henry Fitzroy               | Peelite,                    |                             | Robert Perfect              | Whig,                       |
| 1852     |                             | Henry Fitzroy               | Peelite,                    | Henry Brand                 | Whig                        |                             |
| 1859     |                             | Henry Fitzroy               | Libéral                     | Henry Brand                 |                             | Libéral                     |
| 1860     |                             | John Blencowe               | Libéral                     | Henry Brand                 |                             | Libéral                     |
| 1865     |                             | Lord Pelham                 | Libéral                     | Henry Brand                 |                             | Libéral                     |
| 1868     | Représentation réduite à un | Représentation réduite à un | Représentation réduite à un | Représentation réduite à un | Représentation réduite à un | Représentation réduite à un |

### MPs depuis 1868
| Élection | Élection                | Membre                    | Membre | Parti               |
| -------- | ----------------------- | ------------------------- | ------ | ------------------- |
|          | 1868                    | Walter Pelham             |        | Libéral             |
|          | 1874                    | William Christie          |        | Conservateur        |
|          | 1885                    | Sir Henry Aubrey-Fletcher |        | Conservateur        |
|          | Élection partielle 1910 | William Campion           |        | Conservateur        |
|          | Élection partielle 1924 | Tufton Beamish            |        | Conservateur        |
|          | 1931                    | John Loder                |        | Conservateur        |
|          | Élection partielle 1936 | Tufton Beamish            |        | Conservateur        |
|          | 1945                    | Tufton Beamish            |        | Conservateur        |
|          | Fev 1974                | Tim Rathbone              |        | Conservateur        |
|          | 1997                    | Norman Baker              |        | Libéraux-démocrates |
|          | 2015                    | Maria Caulfield           |        | Conservateur        |
|          | 2024                    | James MacCleary           |        | Libéraux-démocrates |

## Élections depuis 1918

### Élections dans les années 2010

Résultats de la circonscription de Lewes de 2005 à 2017.

| Parti         | Parti                | Candidat             | Voix   | %    | ±    |
| ------------- | -------------------- | -------------------- | ------ | ---- | ---- |
|               | Conservateur         | Maria Caulfield      | 26,268 | 47,9 | -1.6 |
|               | Libéral Démocrate    | Oli Henman           | 23,811 | 43,4 | +4.1 |
|               | Travailliste         | Kate Chappell        | 3,206  | 5,8  | -5.3 |
|               | Green                | Johnny Denis         | 1,453  | 2,6  | +2.6 |
|               | Indépendant          | Paul Cragg           | 113    | 0,2  | +0.2 |
| Majorité      | Majorité             | Majorité             | 2,457  | 4,5  | -5.7 |
| Participation | Participation        | Participation        | 54,851 | 76,7 | +0.3 |
|               | Conservateur retenir | Conservateur retenir | Swing  | -2.8 |      |

| Parti         | Parti                | Candidat             | Voix   | %    | ±     |
| ------------- | -------------------- | -------------------- | ------ | ---- | ----- |
|               | Conservateur         | Maria Caulfield      | 26,820 | 49,5 | +11.5 |
|               | Libéral Démocrate    | Kelly-Marie Blundell | 21,312 | 39,3 | +3.5  |
|               | Travailliste         | Daniel Chapman       | 6,060  | 11,2 | +1.3  |
| Majorité      | Majorité             | Majorité             | 5,508  | 10,2 | +8.1  |
| Participation | Participation        | Participation        | 54,328 | 76,4 | +3.7  |
|               | Conservateur retenir | Conservateur retenir | Swing  | +4.0 |       |

| Parti         | Parti                                        | Candidat                                     | Voix   | %    | ±     |
| ------------- | -------------------------------------------- | -------------------------------------------- | ------ | ---- | ----- |
|               | Conservateur                                 | Maria Caulfield                              | 19,206 | 38,0 | +1.3  |
|               | Libéral Démocrate                            | Norman Baker                                 | 18,123 | 35,9 | -16.1 |
|               | UKIP                                         | Ray Finch                                    | 5,427  | 10,7 | +7.3  |
|               | Travailliste                                 | Lloyd Russell-Moyle                          | 5,000  | 9,9  | +4.9  |
|               | Green                                        | Alfie Stirling                               | 2,784  | 5,5  | +4.1  |
| Majorité      | Majorité                                     | Majorité                                     | 1,083  | 2,1  | N/A   |
| Participation | Participation                                | Participation                                | 50,540 | 72,7 | -0.2  |
|               | Conservateur vainqueur sur Libéral Démocrate | Conservateur vainqueur sur Libéral Démocrate | Swing  | +8.7 |       |

| Parti         | Parti                     | Candidat                  | Voix   | %    | ±    |
| ------------- | ------------------------- | ------------------------- | ------ | ---- | ---- |
|               | Libéral Démocrate         | Norman Baker              | 26,048 | 52,0 | +0.5 |
|               | Conservateur              | Jason Sugarman            | 18,401 | 36,7 | +2.1 |
|               | Travailliste              | Hratche Koundarjian       | 2,508  | 5,0  | −4.3 |
|               | UKIP                      | Peter Charlton            | 1,728  | 3,4  | +1.2 |
|               | Green                     | Susan Murray              | 729    | 1,5  | −0.8 |
|               | BNP                       | David Lloyd               | 594    | 1,2  | N/A  |
|               | Indépendant               | Ondrej Soucek             | 80     | 0,2  | N/A  |
| Majorité      | Majorité                  | Majorité                  | 7,647  | 15,3 | -2.9 |
| Participation | Participation             | Participation             | 50,088 | 72,9 | +3.1 |
|               | Libéral Démocrate retenir | Libéral Démocrate retenir | Swing  | -0.8 |      |

### Élections dans les années 2000
| Parti         | Parti                     | Candidat                  | Voix   | %    | ±    |
| ------------- | ------------------------- | ------------------------- | ------ | ---- | ---- |
|               | Libéral Démocrate         | Norman Baker              | 24,376 | 52,4 | −3.9 |
|               | Conservateur              | Rory Love                 | 15,902 | 34,2 | −0.7 |
|               | Travailliste              | Richard Black             | 4,169  | 9,0  | +1.7 |
|               | Green                     | Susan Murray              | 1,071  | 2,3  | +2.3 |
|               | UKIP                      | John Petley               | 1,034  | 2,2  | +0.8 |
| Majorité      | Majorité                  | Majorité                  | 8,474  | 18,2 |      |
| Participation | Participation             | Participation             | 46,552 | 69,4 | 0.9  |
|               | Libéral Démocrate retenir | Libéral Démocrate retenir | Swing  | −1.6 |      |

| Parti         | Parti                     | Candidat                  | Voix   | %    | ±     |
| ------------- | ------------------------- | ------------------------- | ------ | ---- | ----- |
|               | Libéral Démocrate         | Norman Baker              | 25,588 | 56,3 | +13.1 |
|               | Conservateur              | Simon Sinnatt             | 15,878 | 34,9 | −5.6  |
|               | Travailliste              | Paul Richards             | 3,317  | 7,3  | −3.3  |
|               | UKIP                      | John Harvey               | 650    | 1,4  | +0.9  |
| Majorité      | Majorité                  | Majorité                  | 9,710  | 21,4 |       |
| Participation | Participation             | Participation             | 45,433 | 68,5 | −7.9  |
|               | Libéral Démocrate retenir | Libéral Démocrate retenir | Swing  |      |       |

### Élections dans les années 1990
| Parti         | Parti                                        | Candidat                                     | Voix   | %    | ±     |
| ------------- | -------------------------------------------- | -------------------------------------------- | ------ | ---- | ----- |
|               | Libéral Démocrate                            | Norman Baker                                 | 21,250 | 43,2 | +4.1  |
|               | Conservateur                                 | Tim Rathbone                                 | 19,950 | 40,6 | −10.8 |
|               | Travailliste                                 | Mark Patton                                  | 5,232  | 10,6 | +2.4  |
|               | Référendum                                   | Lucille Butler                               | 2,481  | 5,0  | N/A   |
|               | UKIP                                         | John Harvey                                  | 256    | 0,5  | N/A   |
| Majorité      | Majorité                                     | Majorité                                     | 1,300  | 2,6  |       |
| Participation | Participation                                | Participation                                | 49,169 | 76,4 |       |
|               | Libéral Démocrate vainqueur sur Conservateur | Libéral Démocrate vainqueur sur Conservateur | Swing  |      |       |

Cette circonscription a subi des changements de limites entre les élections générales de 1992 et 1997 et donc la variation de la part des voix est basée sur un calcul théorique.
| Parti         | Parti                | Candidat             | Voix   | %    | ±    |
| ------------- | -------------------- | -------------------- | ------ | ---- | ---- |
|               | Conservateur         | Tim Rathbone         | 33,042 | 54,6 | −2.2 |
|               | Libéral Démocrate    | Norman Baker         | 20,867 | 34,5 | +1.8 |
|               | Travailliste         | Alison Chapman       | 5,758  | 9,5  | +0.7 |
|               | Green                | A. E. Beaumont       | 719    | 1,2  | −0.5 |
|               | Natural Law          | N. F. Clinch         | 87     | 0,2  | N/A  |
| Majorité      | Majorité             | Majorité             | 12,175 | 20,1 | −4.0 |
| Participation | Participation        | Participation        | 60,473 | 81,8 | +4.8 |
|               | Conservateur retenir | Conservateur retenir | Swing  | −2.0 |      |

### Élections dans les années 1980
| Parti         | Parti                | Candidat             | Voix   | %    | ±    |
| ------------- | -------------------- | -------------------- | ------ | ---- | ---- |
|               | Conservateur         | Tim Rathbone         | 32,016 | 56,8 | −1.8 |
|               | Alliance (Liberal)   | David Bellotti       | 18,396 | 32.7 | +2.0 |
|               | Travailliste         | Ralph Taylor         | 4,973  | 8,8  | +0.3 |
|               | Green                | Andrew Sherwood      | 970    | 1,7  | −0.7 |
| Majorité      | Majorité             | Majorité             | 13,620 | 24,1 |      |
| Participation | Participation        | Participation        | 56,355 | 77,0 |      |
|               | Conservateur retenir | Conservateur retenir | Swing  |      |      |

| Parti         | Parti                | Candidat             | Voix   | %    | ± |
| ------------- | -------------------- | -------------------- | ------ | ---- | - |
|               | Conservateur         | Tim Rathbone         | 29,261 | 58,4 |   |
|               | Alliance (Liberal)   | David Bellotti       | 15,357 | 30.7 |   |
|               | Travailliste         | Debbie Sander        | 4,244  | 8,5  |   |
|               | Ecologie             | Reginald Mutter      | 1,221  | 2,4  |   |
| Majorité      | Majorité             | Majorité             | 13,904 | 27,7 |   |
| Participation | Participation        | Participation        | 50,083 | 74,3 |   |
|               | Conservateur retenir | Conservateur retenir | Swing  |      |   |

### Élections dans les années 1970
| Parti         | Parti                | Candidat             | Voix   | %     | ± |
| ------------- | -------------------- | -------------------- | ------ | ----- | - |
|               | Conservateur         | Tim Rathbone         | 33,992 | 58,42 |   |
|               | Liberal              | G. Hook              | 12,279 | 21,10 |   |
|               | Travailliste         | T. Forrester         | 11,152 | 19,17 |   |
|               | National Front       | B. Webb              | 764    | 1,31  |   |
| Majorité      | Majorité             | Majorité             | 21,713 | 37,32 |   |
| Participation | Participation        | Participation        | 58,187 | 76,32 |   |
|               | Conservateur retenir | Conservateur retenir | Swing  |       |   |

| Parti         | Parti                | Candidat             | Voix   | %     | ± |
| ------------- | -------------------- | -------------------- | ------ | ----- | - |
|               | Conservateur         | Tim Rathbone         | 27,588 | 51,87 |   |
|               | Liberal              | G. Hook              | 13,741 | 25,84 |   |
|               | Travailliste         | J. F. Little         | 11,857 | 22,29 |   |
| Majorité      | Majorité             | Majorité             | 13,847 | 26,04 |   |
| Participation | Participation        | Participation        | 53,186 | 73,81 |   |
|               | Conservateur retenir | Conservateur retenir | Swing  |       |   |

New constituency boundaries.
| Parti         | Parti                | Candidat             | Voix   | %     | ± |
| ------------- | -------------------- | -------------------- | ------ | ----- | - |
|               | Conservateur         | Tim Rathbone         | 30,423 | 52,94 |   |
|               | Liberal              | Malcolm Holt         | 16,166 | 28,13 |   |
|               | Travailliste         | J. F. Little         | 10,875 | 18,92 |   |
| Majorité      | Majorité             | Majorité             | 14,257 | 24,81 |   |
| Participation | Participation        | Participation        | 57,464 | 80,30 |   |
|               | Conservateur retenir | Conservateur retenir | Swing  |       |   |

| Parti         | Parti                | Candidat             | Voix   | %     | ± |
| ------------- | -------------------- | -------------------- | ------ | ----- | - |
|               | Conservateur         | Tufton Beamish       | 33,592 | 58,34 |   |
|               | Travailliste         | Quintin Barry        | 14,904 | 25,88 |   |
|               | Liberal              | Malcolm Holt         | 9,083  | 15,77 |   |
| Majorité      | Majorité             | Majorité             | 18,688 | 32,46 |   |
| Participation | Participation        | Participation        | 57,579 | 72,79 |   |
|               | Conservateur retenir | Conservateur retenir | Swing  |       |   |

### Élections dans les années 1960
| Parti         | Parti                | Candidat             | Voix   | %     | ± |
| ------------- | -------------------- | -------------------- | ------ | ----- | - |
|               | Conservateur         | Tufton Beamish       | 27,529 | 53,44 |   |
|               | Travailliste         | Roy Ellison Manley   | 14,561 | 28,32 |   |
|               | Liberal              | Gerald Arthur Dowden | 9,328  | 18,14 |   |
| Majorité      | Majorité             | Majorité             | 12,968 | 25,22 |   |
| Participation | Participation        | Participation        | 51,418 | 76,27 |   |
|               | Conservateur retenir | Conservateur retenir | Swing  |       |   |

| Parti         | Parti                | Candidat             | Voix   | %     | ± |
| ------------- | -------------------- | -------------------- | ------ | ----- | - |
|               | Conservateur         | Tufton Beamish       | 26,818 | 55,30 |   |
|               | Travailliste         | Reginald Edgar Fitch | 12,757 | 26,30 |   |
|               | Liberal              | Gerald Arthur Dowden | 8,924  | 18,40 |   |
| Majorité      | Majorité             | Majorité             | 14,061 | 28,99 |   |
| Participation | Participation        | Participation        | 48,499 | 76,43 |   |
|               | Conservateur retenir | Conservateur retenir | Swing  |       |   |

### Élections dans les années 1950
| Parti         | Parti                | Candidat             | Voix   | %     | ± |
| ------------- | -------------------- | -------------------- | ------ | ----- | - |
|               | Conservateur         | Tufton Beamish       | 29,642 | 69,41 |   |
|               | Travailliste         | William Reay         | 13,065 | 30,59 |   |
| Majorité      | Majorité             | Majorité             | 16,577 | 38,82 |   |
| Participation | Participation        | Participation        | 42,707 | 75,80 |   |
|               | Conservateur retenir | Conservateur retenir | Swing  |       |   |

| Parti         | Parti                | Candidat             | Voix   | %     | ± |
| ------------- | -------------------- | -------------------- | ------ | ----- | - |
|               | Conservateur         | Tufton Beamish       | 24,938 | 66,80 |   |
|               | Travailliste         | John Lloyd-Eley      | 12,392 | 33,20 |   |
| Majorité      | Majorité             | Majorité             | 12,546 | 33,61 |   |
| Participation | Participation        | Participation        | 37,330 | 74,83 |   |
|               | Conservateur retenir | Conservateur retenir | Swing  |       |   |

| Parti         | Parti                | Candidat              | Voix   | %     | ± |
| ------------- | -------------------- | --------------------- | ------ | ----- | - |
|               | Conservateur         | Tufton Beamish        | 34,345 | 66,78 |   |
|               | Travailliste         | Albert William Briggs | 17,082 | 33,22 |   |
| Majorité      | Majorité             | Majorité              | 17,263 | 33,57 |   |
| Participation | Participation        | Participation         | 51,478 | 78,26 |   |
|               | Conservateur retenir | Conservateur retenir  | Swing  |       |   |

| Parti         | Parti                | Candidat              | Voix   | %     | ± |
| ------------- | -------------------- | --------------------- | ------ | ----- | - |
|               | Conservateur         | Tufton Beamish        | 30,430 | 58,50 |   |
|               | Travailliste         | Albert William Briggs | 15,023 | 28,88 |   |
|               | Liberal              | Florinda Kingdon-Ward | 6,565  | 12,62 |   |
| Majorité      | Majorité             | Majorité              | 15,407 | 29,62 |   |
| Participation | Participation        | Participation         |        | 80,99 |   |
|               | Conservateur retenir | Conservateur retenir  | Swing  |       |   |

### Élections dans les années 1940
| Parti         | Parti                | Candidat             | Voix   | %     | ± |
| ------------- | -------------------- | -------------------- | ------ | ----- | - |
|               | Conservateur         | Tufton Beamish       | 26,176 | 51,26 |   |
|               | Travailliste Co-op   | Albert Oram          | 18,511 | 36,25 |   |
|               | Liberal              | Peter Cadogan        | 6,374  | 12,48 |   |
| Majorité      | Majorité             | Majorité             | 7,665  | 15,01 |   |
| Participation | Participation        | Participation        |        | 71,87 |   |
|               | Conservateur retenir | Conservateur retenir | Swing  |       |   |

### Élections dans les années 1930
| Parti         | Parti                | Candidat             | Voix   | %     | ± |
| ------------- | -------------------- | -------------------- | ------ | ----- | - |
|               | Conservateur         | Tufton Beamish       | 14,646 | 65,96 |   |
|               | Travailliste         | Alban Gordon         | 7,557  | 34,04 |   |
| Majorité      | Majorité             | Majorité             | 7,089  |       |   |
| Participation | Participation        | Participation        | 22,203 |       |   |
|               | Conservateur retenir | Conservateur retenir | Swing  |       |   |

| Parti         | Parti                | Candidat             | Voix   | %     | ± |
| ------------- | -------------------- | -------------------- | ------ | ----- | - |
|               | Conservateur         | John Loder           | 24,644 | 70,01 |   |
|               | Travailliste         | Frank Rivers Hancock | 10,559 | 29,99 |   |
| Majorité      | Majorité             | Majorité             | 14,085 | 40,01 |   |
| Participation | Participation        | Participation        |        | 64,41 |   |
|               | Conservateur retenir | Conservateur retenir | Swing  |       |   |

| Parti         | Parti                | Candidat             | Voix   | %     | ± |
| ------------- | -------------------- | -------------------- | ------ | ----- | - |
|               | Conservateur         | John Loder           | 25,181 | 81,29 |   |
|               | Travailliste         | Frank Rivers Hancock | 5,795  | 18,71 |   |
| Majorité      | Majorité             | Majorité             | 19,386 | 62,58 |   |
| Participation | Participation        | Participation        |        | 70,87 |   |
|               | Conservateur retenir | Conservateur retenir | Swing  |       |   |

### Élections dans les années 1920
| Parti              | Parti              | Candidat               | Voix   | %    | ±     |
| ------------------ | ------------------ | ---------------------- | ------ | ---- | ----- |
|                    | Unioniste          | Tufton Beamish         | 15,230 | 53,7 | −19.0 |
|                    | Travailliste       | Alban Gordon           | 7,698  | 27,1 | −0.2  |
|                    | Liberal            | Henry Plunket Woodgate | 5,452  | 19,2 | N/A   |
| Majorité           | Majorité           | Majorité               | 7,532  | 26,6 | −18.8 |
| Participation      | Participation      | Participation          | 28,380 | 70,4 | +5.7  |
| Registre électeurs | Registre électeurs | Registre électeurs     | 40,291 |      |       |
|                    | Unioniste retenir  | Unioniste retenir      | Swing  | −9.4 |       |

| Parti              | Parti              | Candidat           | Voix   | %     | ±     |
| ------------------ | ------------------ | ------------------ | ------ | ----- | ----- |
|                    | Unioniste          | Tufton Beamish     | 13,399 | 72,7  | +13.1 |
|                    | Travailliste       | Basil Hall         | 5,043  | 27,3  | −13.1 |
| Majorité           | Majorité           | Majorité           | 8,356  | 45,4  | +26.2 |
| Participation      | Participation      | Participation      | 18,442 | 64,7  | +6.6  |
| Registre électeurs | Registre électeurs | Registre électeurs | 28,517 |       |       |
|                    | Unioniste retenir  | Unioniste retenir  | Swing  | +13.1 |       |

| Parti              | Parti              | Candidat           | Voix   | %    | ±    |
| ------------------ | ------------------ | ------------------ | ------ | ---- | ---- |
|                    | Unioniste          | Tufton Beamish     | 9,584  | 52,0 | −7.6 |
|                    | Travailliste       | Basil Hall         | 6,112  | 33,2 | −7.2 |
|                    | Liberal            | Howard Williams    | 2,718  | 14,8 | N/A  |
| Majorité           | Majorité           | Majorité           | 3,472  | 18,8 | −0.4 |
| Participation      | Participation      | Participation      | 18,414 | 67,3 | +9.2 |
| Registre électeurs | Registre électeurs | Registre électeurs | 27,361 |      |      |
|                    | Unioniste retenir  | Unioniste retenir  | Swing  | −0.2 |      |

| Parti              | Parti              | Candidat           | Voix   | %    | ±     |
| ------------------ | ------------------ | ------------------ | ------ | ---- | ----- |
|                    | Unioniste          | William Campion    | 9,474  | 59,6 | −8.4  |
|                    | Travailliste       | Basil Hall         | 6,422  | 40,4 | +8.4  |
| Majorité           | Majorité           | Majorité           | 3,052  | 19,2 | −16.8 |
| Participation      | Participation      | Participation      | 15,896 | 58,1 | −6.5  |
| Registre électeurs | Registre électeurs | Registre électeurs | 27,361 |      |       |
|                    | Unioniste retenir  | Unioniste retenir  | Swing  | −8.4 |       |

| Parti              | Parti              | Candidat           | Voix   | %    | ±    |
| ------------------ | ------------------ | ------------------ | ------ | ---- | ---- |
|                    | Unioniste          | William Campion    | 11,345 | 68,0 | +5.2 |
|                    | Travailliste       | Hugh Millier Black | 5,328  | 32,0 | −1.6 |
| Majorité           | Majorité           | Majorité           | 6,017  | 36,0 | +6.8 |
| Participation      | Participation      | Participation      | 16,673 | 64,6 | +9.5 |
| Registre électeurs | Registre électeurs | Registre électeurs | 25,801 |      |      |
|                    | Unioniste retenir  | Unioniste retenir  | Swing  | +3.4 |      |

### Élections dans les années 1910
| Parti                                                 | Parti                        | Candidat               | Voix   | %    | ±   |
| ----------------------------------------------------- | ---------------------------- | ---------------------- | ------ | ---- | --- |
| C                                                     | Unioniste                    | William Campion        | 7,792  | 62.8 | N/A |
|                                                       | Travailliste                 | Tom Pargeter           | 4,164  | 33,6 | N/A |
|                                                       | Independent and Silver Badge | Albert Edward Gardiner | 452    | 3,6  | N/A |
| Majorité                                              | Majorité                     | Majorité               | 3,628  | 29,2 | N/A |
| Participation                                         | Participation                | Participation          | 12,408 | 55,1 | N/A |
| Registre électeurs                                    | Registre électeurs           | Registre électeurs     | 22,500 |      |     |
|                                                       | Unioniste retenir            | Unioniste retenir      | Swing  | N/A  |     |
| C candidat approuvé par le gouvernement de coalition. |                              |                        |        |      |     |

## Résultats élections 1868–1915

### Élections dans les années 1860
| Parti              | Parti              | Candidat           | Voix  | %    | ±    |
| ------------------ | ------------------ | ------------------ | ----- | ---- | ---- |
|                    | Liberal            | Walter Pelham      | 601   | 50,6 | −4.7 |
|                    | Conservateur       | William Christie   | 587   | 49,4 | +4.7 |
| Majorité           | Majorité           | Majorité           | 14    | 1,2  | −1.5 |
| Participation      | Participation      | Participation      | 1,188 | 88,0 | +1.2 |
| Registre électeurs | Registre électeurs | Registre électeurs | 1,350 |      |      |
|                    | Liberal retenir    | Liberal retenir    | Swing | −4.7 |      |

### Élections dans les années 1870
| Parti              | Parti                              | Candidat                           | Voix  | %     | ±     |
| ------------------ | ---------------------------------- | ---------------------------------- | ----- | ----- | ----- |
|                    | Conservateur                       | William Christie                   | 772   | 60,7  | +11.3 |
|                    | Liberal                            | Arthur Cohen                       | 500   | 39,3  | −11.3 |
| Majorité           | Majorité                           | Majorité                           | 272   | 21,4  | N/A   |
| Participation      | Participation                      | Participation                      | 1,272 | 89,0  | +1.0  |
| Registre électeurs | Registre électeurs                 | Registre électeurs                 | 1,430 |       |       |
|                    | Conservateur vainqueur sur Liberal | Conservateur vainqueur sur Liberal | Swing | +11.3 |       |

### Élections dans les années 1880
| Parti              | Parti                | Candidat             | Voix  | %    | ±     |
| ------------------ | -------------------- | -------------------- | ----- | ---- | ----- |
|                    | Conservateur         | William Christie     | 717   | 55,3 | −5.4  |
|                    | Liberal              | William Codrington   | 580   | 44,7 | +5.4  |
| Majorité           | Majorité             | Majorité             | 137   | 10,6 | −10.8 |
| Participation      | Participation        | Participation        | 1,297 | 88,9 | −0.1  |
| Registre électeurs | Registre électeurs   | Registre électeurs   | 1,459 |      |       |
|                    | Conservateur retenir | Conservateur retenir | Swing | −5.4 |       |

| Parti              | Parti                | Candidat                | Voix   | %    | ±     |
| ------------------ | -------------------- | ----------------------- | ------ | ---- | ----- |
|                    | Conservateur         | Henry Fletcher          | 5,312  | 62,5 | +7.2  |
|                    | Liberal              | William Egerton Hubbard | 3,181  | 37,5 | −7.2  |
| Majorité           | Majorité             | Majorité                | 2,131  | 25,0 | +14.4 |
| Participation      | Participation        | Participation           | 8,493  | 80,2 | −8.7  |
| Registre électeurs | Registre électeurs   | Registre électeurs      | 10,586 |      |       |
|                    | Conservateur retenir | Conservateur retenir    | Swing  | +7.2 |       |

| Parti | Parti             | Candidat       | Voix            | %               | ±               |
| ----- | ----------------- | -------------- | --------------- | --------------- | --------------- |
|       | Conservateur      | Henry Fletcher | Sans opposition | Sans opposition | Sans opposition |
|       | Conservateur hold |                |                 |                 |                 |

### Élections dans les années 1890
| Parti              | Parti                | Candidat             | Voix   | %    | ±   |
| ------------------ | -------------------- | -------------------- | ------ | ---- | --- |
|                    | Conservateur         | Henry Fletcher       | 5,621  | 70,8 | N/A |
|                    | Liberal              | Henry Prince         | 2,322  | 29,2 | N/A |
| Majorité           | Majorité             | Majorité             | 3,299  | 41,6 | N/A |
| Participation      | Participation        | Participation        | 7,943  | 67,1 | N/A |
| Registre électeurs | Registre électeurs   | Registre électeurs   | 11,832 |      |     |
|                    | Conservateur retenir | Conservateur retenir | Swing  | N/A  |     |

| Parti | Parti             | Candidat       | Voix            | %               | ±               |
| ----- | ----------------- | -------------- | --------------- | --------------- | --------------- |
|       | Conservateur      | Henry Fletcher | Sans opposition | Sans opposition | Sans opposition |
|       | Conservateur hold |                |                 |                 |                 |

### Élections dans les années 1900
| Parti | Parti             | Candidat       | Voix            | %               | ±               |
| ----- | ----------------- | -------------- | --------------- | --------------- | --------------- |
|       | Conservateur      | Henry Fletcher | Sans opposition | Sans opposition | Sans opposition |
|       | Conservateur hold |                |                 |                 |                 |

| Parti              | Parti                | Candidat             | Voix   | %    | ±   |
| ------------------ | -------------------- | -------------------- | ------ | ---- | --- |
|                    | Conservateur         | Henry Fletcher       | 7,172  | 56,8 | N/A |
|                    | Liberal              | Hector Morison       | 5,458  | 43,2 | N/A |
| Majorité           | Majorité             | Majorité             | 1,714  | 13,6 | N/A |
| Participation      | Participation        | Participation        | 12,630 | 81,2 | N/A |
| Registre électeurs | Registre électeurs   | Registre électeurs   | 15,560 |      |     |
|                    | Conservateur retenir | Conservateur retenir | Swing  | N/A  |     |

### Élections dans les années 1910
| Parti              | Parti                | Candidat             | Voix   | %    | ±     |
| ------------------ | -------------------- | -------------------- | ------ | ---- | ----- |
|                    | Conservateur         | Henry Fletcher       | 9,168  | 66,7 | +9.9  |
|                    | Liberal              | Basil Williams       | 4,572  | 33,3 | -9.9  |
| Majorité           | Majorité             | Majorité             | 4,596  | 33,4 | +19.8 |
| Participation      | Participation        | Participation        | 13,740 | 79,5 | −1.7  |
| Registre électeurs | Registre électeurs   | Registre électeurs   | 17,277 |      |       |
|                    | Conservateur retenir | Conservateur retenir | Swing  | +9.9 |       |

| Parti | Parti             | Candidat        | Voix            | %               | ±               |
| ----- | ----------------- | --------------- | --------------- | --------------- | --------------- |
|       | Conservateur      | William Campion | Sans opposition | Sans opposition | Sans opposition |
|       | Conservateur hold |                 |                 |                 |                 |

| Parti | Parti             | Candidat        | Voix            | %               | ±               |
| ----- | ----------------- | --------------- | --------------- | --------------- | --------------- |
|       | Conservateur      | William Campion | Sans opposition | Sans opposition | Sans opposition |
|       | Conservateur hold |                 |                 |                 |                 |

Élection générale 1914/15 :
Une autre élection générale devait avoir lieu avant la fin de 1915. Les partis politiques préparaient une élection et, en juillet 1914, les candidats suivants avaient été sélectionnés;
- Unioniste: William Campion
- Libéral:

## Résultats élections 1832–1868

### Élections dans les années 1830
| Parti              | Parti              | Candidat           | Votes           | %               |                 |
| ------------------ | ------------------ | ------------------ | --------------- | --------------- | --------------- |
|                    | Whig               | Thomas Read Kemp   | Sans opposition | Sans opposition | Sans opposition |
|                    | Whig               | Charles Blunt      | Sans opposition | Sans opposition | Sans opposition |
| Registre électeurs | Registre électeurs | Registre électeurs | 878             |                 |                 |
|                    | Whig hold          |                    |                 |                 |                 |
|                    | Whig hold          |                    |                 |                 |                 |

| Parti              | Parti              | Candidat           | Votes | %    |
| ------------------ | ------------------ | ------------------ | ----- | ---- |
|                    | Whig               | Charles Blunt      | 511   | 40,8 |
|                    | Whig               | Thomas Read Kemp   | 382   | 30,5 |
|                    | Conservateur       | Henry FitzRoy      | 359   | 28,7 |
| Majorité           | Majorité           | Majorité           | 23    | 1,8  |
| Participation      | Participation      | Participation      | 715   | 94,0 |
| Registre électeurs | Registre électeurs | Registre électeurs | 761   |      |
|                    | Whig hold          |                    |       |      |
|                    | Whig hold          |                    |       |      |

Kemp a démissionné, provoquant une élection partielle.
| Parti              | Parti                           | Candidat                        | Voix  | %     | ±     |
| ------------------ | ------------------------------- | ------------------------------- | ----- | ----- | ----- |
|                    | Conservateur                    | Henry FitzRoy                   | 397   | 51,7  | +23.0 |
|                    | Whig                            | John Easthope                   | 371   | 48,3  | −23.0 |
| Majorité           | Majorité                        | Majorité                        | 26    | 3,4   | N/A   |
| Participation      | Participation                   | Participation                   | 768   | 91,2  | −2.8  |
| Registre électeurs | Registre électeurs              | Registre électeurs              | 7 842 |       |       |
|                    | Conservateur vainqueur sur Whig | Conservateur vainqueur sur Whig | Swing | +23.0 |       |

| Parti              | Parti                           | Candidat                        | Voix  | %     | ±     |
| ------------------ | ------------------------------- | ------------------------------- | ----- | ----- | ----- |
|                    | Whig                            | Charles Blunt                   | 413   | 26,6  | −14.2 |
|                    | Conservateur                    | Henry FitzRoy                   | 401   | 25,8  | +11.5 |
|                    | Whig                            | Thomas Brand                    | 398   | 25,6  | −4.9  |
|                    | Conservateur                    | William Lyon                    | 343   | 22,1  | +7.8  |
| Participation      | Participation                   | Participation                   | 788   | 93,6  | −0.4  |
| Registre électeurs | Registre électeurs              | Registre électeurs              | 842   |       |       |
| Majorité           | Majorité                        | Majorité                        | 12    | 0,8   | −1.0  |
|                    | Whig retenir                    | Whig retenir                    | Swing | −11.9 |       |
| Majorité           | Majorité                        | Majorité                        | 3     | 0,2   | N/A   |
|                    | Conservateur vainqueur sur Whig | Conservateur vainqueur sur Whig | Swing | +10.5 |       |

### Élections dans les années 1840
La mort de Blunt a provoqué une élection partielle.
| Parti              | Parti                          | Candidat           | Voix            | %               | ±               |
| ------------------ | ------------------------------ | ------------------ | --------------- | --------------- | --------------- |
|                    | Conservateur                   | George West        | Sans opposition | Sans opposition | Sans opposition |
| Registre électeurs | Registre électeurs             | Registre électeurs | 881             |                 |                 |
|                    | Conservateur Vainqueur de Whig |                    |                 |                 |                 |

| Parti              | Parti                              | Candidat                           | Voix  | %    | ±    |
| ------------------ | ---------------------------------- | ---------------------------------- | ----- | ---- | ---- |
|                    | Radical                            | Summers Harford                    | 411   | 25,4 | N/A  |
|                    | Radical                            | Howard Elphinstone                 | 409   | 25,3 | N/A  |
|                    | Conservateur                       | Henry FitzRoy                      | 407   | 25,2 | −0.6 |
|                    | Conservateur                       | George West                        | 388   | 24,0 | +1.9 |
| Majorité           | Majorité                           | Majorité                           | 2     | 0,1  | N/A  |
| Participation      | Participation                      | Participation                      | 810   | 91,9 | −1.7 |
| Registre électeurs | Registre électeurs                 | Registre électeurs                 | 881   |      |      |
|                    | Radical vainqueur sur Whig         | Radical vainqueur sur Whig         | Swing | N/A  |      |
|                    | Radical vainqueur sur Conservateur | Radical vainqueur sur Conservateur | Swing | N/A  |      |

Sur pétition, Harford n'était pas assis, en raison de pots-de-vin et de corruption, et Fitzroy fut déclaré élu le 21 mars 1842. Fitzroy fut alors nommé Civil Lord of the Admiralty, nécessitant une élection partielle.
| Parti | Parti                             | Candidat      | Voix            | %               | ±               |
| ----- | --------------------------------- | ------------- | --------------- | --------------- | --------------- |
|       | Conservateur                      | Henry FitzRoy | Sans opposition | Sans opposition | Sans opposition |
|       | Conservateur Vainqueur de Radical |               |                 |                 |                 |

Elphinstone a démissionné en acceptant le poste de Steward of the Chiltern Hundreds, provoquant une élection partielle.
| Parti | Parti                     | Candidat       | Voix            | %               | ±               |
| ----- | ------------------------- | -------------- | --------------- | --------------- | --------------- |
|       | Whig                      | Robert Perfect | Sans opposition | Sans opposition | Sans opposition |
|       | Whig Vainqueur de Radical |                |                 |                 |                 |

| Parti              | Parti                         | Candidat                       | Voix      | %          | ±     |
| ------------------ | ----------------------------- | ------------------------------ | --------- | ---------- | ----- |
|                    | Peelite                       | Henry FitzRoy                  | 457       | 37,8       | +12.6 |
|                    | Whig                          | Robert Perfect                 | 402       | 33,3       | N/A   |
|                    | Conservateur                  | John Bellingham Godfrey Hudson | 207       | 17,1       | N/A   |
|                    | Conservateur                  | Henry Loftus                   | 143       | 11,8       | N/A   |
| Participation      | Participation                 | Participation                  | 605 (est) | 69,8 (est) | −22.1 |
| Registre électeurs | Registre électeurs            | Registre électeurs             | 866       |            |       |
| Majorité           | Majorité                      | Majorité                       | 55        | 4,5        | N/A   |
|                    | Peelite vainqueur sur Radical | Peelite vainqueur sur Radical  | Swing     | N/A        |       |
| Majorité           | Majorité                      | Majorité                       | 195       | 16,1       | +16.0 |
|                    | Whig vainqueur sur Radical    | Whig vainqueur sur Radical     | Swing     | N/A        |       |

### Élections dans les années 1850
| Parti              | Parti              | Candidat           | Voix            | %               | ±               |
| ------------------ | ------------------ | ------------------ | --------------- | --------------- | --------------- |
|                    | Whig               | Henry Brand        | Sans opposition | Sans opposition | Sans opposition |
|                    | Peelite            | Henry FitzRoy      | Sans opposition | Sans opposition | Sans opposition |
| Registre électeurs | Registre électeurs | Registre électeurs | 713             |                 |                 |
|                    | Whig hold          |                    |                 |                 |                 |
|                    | Peelite hold       |                    |                 |                 |                 |

Brand a été nommé Lords commissaires du Trésor, nécessitant une élection partielle.
| Parti | Parti     | Candidat    | Voix            | %               | ±               |
| ----- | --------- | ----------- | --------------- | --------------- | --------------- |
|       | Whig      | Henry Brand | Sans opposition | Sans opposition | Sans opposition |
|       | Whig hold |             |                 |                 |                 |

| Parti              | Parti              | Candidat           | Voix            | %               | ±               |
| ------------------ | ------------------ | ------------------ | --------------- | --------------- | --------------- |
|                    | Whig               | Henry Brand        | Sans opposition | Sans opposition | Sans opposition |
|                    | Peelite            | Henry FitzRoy      | Sans opposition | Sans opposition | Sans opposition |
| Registre électeurs | Registre électeurs | Registre électeurs | 724             |                 |                 |
|                    | Whig hold          |                    |                 |                 |                 |
|                    | Peelite hold       |                    |                 |                 |                 |

| Parti              | Parti              | Candidat           | Voix      | %          | ±   |
| ------------------ | ------------------ | ------------------ | --------- | ---------- | --- |
|                    | Liberal            | Henry FitzRoy      | 339       | 31,8       | N/A |
|                    | Liberal            | Henry Brand        | 338       | 31,7       | N/A |
|                    | Conservateur       | Richard Amphlett   | 200       | 18,8       | N/A |
|                    | Conservateur       | Charles Blunt      | 189       | 17,7       | N/A |
| Majorité           | Majorité           | Majorité           | 138       | 12,9       | N/A |
| Participation      | Participation      | Participation      | 533 (est) | 76,5 (est) | N/A |
| Registre électeurs | Registre électeurs | Registre électeurs | 697       |            |     |
|                    | Liberal retenir    | Liberal retenir    | Swing     | N/A        |     |
|                    | Liberal retenir    | Liberal retenir    | Swing     | N/A        |     |

FitzRoy a été nommé First Commissioner of Works and Public Buildings, ce qui a nécessité une élection partielle.
| Parti | Parti        | Candidat      | Voix            | %               | ±               |
| ----- | ------------ | ------------- | --------------- | --------------- | --------------- |
|       | Liberal      | Henry FitzRoy | Sans opposition | Sans opposition | Sans opposition |
|       | Liberal hold |               |                 |                 |                 |

### Élections dans les années 1860
La mort de FitzRoy a provoqué une élection partielle.
| Parti | Parti        | Candidat      | Voix            | %               | ±               |
| ----- | ------------ | ------------- | --------------- | --------------- | --------------- |
|       | Liberal      | John Blencowe | Sans opposition | Sans opposition | Sans opposition |
|       | Liberal hold |               |                 |                 |                 |

| Parti              | Parti              | Candidat           | Voix      | %          | ±     |
| ------------------ | ------------------ | ------------------ | --------- | ---------- | ----- |
|                    | Liberal            | Henry Brand        | 325       | 27,7       | −4.1  |
|                    | Liberal            | Walter Pelham      | 324       | 27,6       | −4.1  |
|                    | Conservateur       | William Christie   | 292       | 24,9       | +6.1  |
|                    | Conservateur       | Alfred Slade       | 232       | 19,8       | +2.1  |
| Majorité           | Majorité           | Majorité           | 32        | 2,7        | −10.2 |
| Participation      | Participation      | Participation      | 587 (est) | 86,8 (est) | +10.3 |
| Registre électeurs | Registre électeurs | Registre électeurs | 676       |            |       |
|                    | Liberal retenir    | Liberal retenir    | Swing     | −4.1       |       |
|                    | Liberal retenir    | Liberal retenir    | Swing     | −4.1       |       |

## Élections avant 1832
| Parti              | Parti                  | Candidat           | Votes           | %               |                 |
| ------------------ | ---------------------- | ------------------ | --------------- | --------------- | --------------- |
|                    | Whig                   | Thomas Read Kemp   | Sans opposition | Sans opposition | Sans opposition |
|                    | Whig                   | Charles Blunt      | Sans opposition | Sans opposition | Sans opposition |
| Registre électeurs | Registre électeurs     | Registre électeurs | 784             |                 |                 |
|                    | Whig hold              |                    |                 |                 |                 |
|                    | Whig Vainqueur de Tory |                    |                 |                 |                 |

| Parti              | Parti              | Candidat           | Voix   | %       | ± |
| ------------------ | ------------------ | ------------------ | ------ | ------- | - |
|                    | Whig               | Thomas Read Kemp   | 479    | 42,6    |   |
|                    | Tory               | John Shelley       | 372    | 33,1    |   |
|                    | Whig               | Alexander Donovan  | 274    | 24,4    |   |
| Participation      | Participation      | Participation      | 626    | c. 79,8 |   |
| Registre électeurs | Registre électeurs | Registre électeurs | c. 784 |         |   |
| Majorité           | Majorité           | Majorité           | 107    | 9,5     |   |
|                    | Whig retenir       | Whig retenir       | Swing  |         |   |
| Majorité           | Majorité           | Majorité           | 98     | 8,7     |   |
|                    | Tory retenir       | Tory retenir       | Swing  |         |   |

## Sources
- The Parliamentary History of the Borough of Lewes 1295–1885
- Résultats élections, 2005 (BBC)
- Résultats élections, 1997–2001 (BBC)
- Résultats élections, 1997–2001 (Election Demon)
- Résultats élections, 1983–1992 (Election Demon)
- Résultats élections, 1992–2005 (Guardian)
- Résultats élections, 1951–2001 (Keele University)
- F. W. S. Craig. British Parliamentary Résultats élections, 1950–1973.  (ISBN 0-900178-07-8)